# Douze leçons sur l'histoire
Douze leçons sur l'histoire est un ouvrage de l'historien Antoine Prost, professeur émérite à l'université Paris-1 Panthéon-Sorbonne, paru en 1996. 

## Présentation de l'ouvrage
Composé de douze chapitres qui proviennent de cours professés à des étudiants du premier cycle de la Sorbonne, cet ouvrage se veut une réflexion méthodologique sur le métier d'historien et l'historiographie contemporaine.
Il traite des thèmes suivants :
- L'histoire dans la société française (XIXe – XXe siècles)
- La profession historienne
- Les faits et la critique historique
- Les questions de l'historien
- Les temps de l'histoire
- Les concepts
- L'histoire comme compréhension
- Imagination et imputation causale
- Le modèle sociologique
- L'histoire sociale
- Mise en intrigue et narrativité
- L'histoire s'écrit
- Vérité et fonction sociale de l'histoire

L'ouvrage distingue nettement les rôles de l'histoire et de la mémoire : « selon lui, la mémoire est affective, tandis que l’histoire se veut objective. Ainsi, en dépit des apparences, l’injonction incantatoire au « devoir de mémoire », lui semble-t-elle en réalité une négation de la demande d’histoire ».

## Réception francophone
L'ouvrage est recensé comme « Une apologie de la connaissance du passé, qu'il ne s'agit pas de revivre, mais de comprendre et d'analyser afin de mieux maîtriser le présent ». Son analyse est présentée comme riche et ambitieuse : « Douze leçons, certaines classiques mais non moins novatrices et incontournables sur la profession, les faits, la critique, les questions et les concepts, d’autres qui renouvellent la pratique historienne et imposent de nouvelles exigences dans le traitement même de ces questions en introduisant des réflexions sur le temps, la compréhension, l’imagination, les rapports avec la sociologie, le statut de l’histoire sociale. Mais l’histoire c’est également une mise en intrigue, un récit. L’histoire s’écrit. » .
L'ouvrage est fréquemment cité dans la presse généraliste, de La Croix à L'Obs en passant par Le Devoir.